# Byte
För andra betydelser, se Byte (olika betydelser).
Byte [bajt] är en informationsenhet som bland annat används i datorsammanhang, ofta den minsta adresserbara enheten, och en måttenhet för informationsstorlek. Pluralformen är i allmänhet densamma. I moderna sammanhang är en byte oftast synonymt med en oktett, en sekvens bestående av informationsbärande 8 bitar, men i synnerhet i äldre datorer kan bytestorleken vara en annan.

## Användning och uppbyggnad
En byte kan tolkas som en bitsekvens med 8 positioner, där var och en kan ha värdet 1 eller 0. Detta ger 28 = 256 kombinationer. 
Hur dessa kombinationer i sin tur ska tolkas bestäms av kontext, till exempel kan en byte representera ett naturligt tal från 0 till 255, ett heltal i tvåkomplementsform i intervallet −128 till +127 eller ett skrivtecken enligt till exempel ASCII eller ISO-8859. Ofta ingår en byte i en större informationsenhet, till exempel så att fyra byte tillsammans står för ett heltal mellan 0 och 4 294 967 295 (4 byte = 256^4 = 4 294 967 296 kombinationer) eller ett skrivtecken enligt Unicode (UTF-32).
Åttabitarsbyten benämns ofta oktett i industriella standarder, såväl som i nätverksfackspråk, eftersom en byte i ursprunglig betydelse kan ha annan bitlängd. Oktett är också den vanligaste benämningen för åttabitarskvantiteter i de flesta icke-engelska språken.
En halv byte, det vill säga fyra bitar, brukar ibland benämnas ”nibble”, även stavat ”nybble”. Den standardiserade benämningen är dock deloktett. En nibble kan stå för en hexadecimal siffra, en binärkodad decimalsiffra eller något av 16 (24) på annat sätt definierade värden.
Måttenheten byte förkortas ofta med versalen B. För minneskapaciteter hos hårddiskar och minnen används ofta byte som grundenhet. När det gäller datornätverk används istället bitar per sekund (bps, bit/s) för att ange överföringshastigheter och i databuss-sammanhang används ofta Hertz (uttryckt i Megahertz, MHz; 1 MHz = 1 000 000 Hz), vilket dock inte direkt ger överföringshastigheten (bussbredden kan variera och normalt förekommer det pauser i överföringen).
Enheten byte kan kombineras med alla SI-prefix från k (kilo) och uppåt.

## Speciella prefix
Adresser i datorer beskrivs med ett visst antal bitar. Exempelvis räcker 16 bit för att adressera 65536 byte. För att göra det enkelt att beskriva stora mängder bytes har IEC bestämt att 1 KiB = 1024 byte. Ki är här ett prefix som betyder 1024 (= 210). Detta gör att man kan förenkla 65536 byte till 64 KiB (65536 = 1024 * 64). Analogt är 1 MiB = 1024 KiB = 1048576 B och 1 GiB = 1024 MiB. Före standardiseringen lät man K beteckna 1024 i datorsammanhang, men eftersom k är en vedertagen benämning för 1000, rekommenderar IEC användandet av Ki. Därmed får man konsekventa beteckningar KiB, MiB, GiB och en klarare skillnad mellan prefixen.

## Språkligt bruk
Några fastställda beteckningar för byte och bit finns inte, men B används allmänt som förkortning av byte och b för bit. Eftersom sammanblandning av de två är rätt vanligt rekommenderar Svenska datatermgruppen att både bit och byte alltid skrivs ut: kbyte och kbit för tusental byte respektive tusental bit.

### Vanliga fel
En stor förvirring finns bland mindre tekniskt insatta personer angående enheter och prefix.
Möjliga källor till missförstånd:
- Byte förkortas ofta B, men det kan leda till förväxling med b för bit som är en annan enhet för informationsmängd. Inga officiellt standardiserade förkortningar finns, och Svenska datatermgruppen rekommenderar att hela ordet byte och bit skrivs ut.
- Prefixen kilo, mega, giga och tera används ibland också då man avser vad som rekommenderas kallas kibi, mebi, gibi och tebi enligt ovan.

#### Enheter för data
- Man säger sig ha en bredbandsuppkoppling på 8 MB/s (megabyte per sekund) när den i själva verket är på 8 Mb/s (megabit per sekund). Problemet kan förstärkas av att fildelningsprogram som µTorrent anger nedladdningshastighet i byte per sekund (till exempel 250 kB/s). Med en uppkoppling på 8 Mb/s (megabit per sekund) kan man nå upp till en hastighet av nära 1 MB/s (megabyte per sekund) eftersom en byte består av 8 bitar (dataflödet innehåller dock, förutom datat, olika slag av styrinformation och datat kan vara komprimerat).
- Man påstår felaktigt att en hårddisk är på 1 000 Gb (gigabit) när den är på 1 000 GB (gigabyte).

#### Prefix
- Man köper en hårddisk på 500 GB (gigabyte), men när man kopplar in den i datorn står det att den är på 465 GB. Det beror på att Windows visar "GB" när det egentligen är GiB (1 gibibyte = 230 byte) som avses och att filsystemet i sig också tar plats på hårddisken. 500 GB (500 × 109 byte) = 465 GiB (465 × 230 byte). Skillnaden blir sällan avgörande, såsom den blir i fallet med "byte" och "bit", annat än då man noga uppskattat sitt behov. Skillnaden växer med större prefix, till exempel är 16 EiB (exbibyte = 260 byte) lite mer än 18 EB (exabyte = 1018 byte).

## Historik
Termen "byte" introducerades 1956 av Werner Buchholz under tillverkningsfasen av IBMs Stretch-dator. I början bestod en byte av sex bitar vilket var den standardiserade storleken för den tidens I/O-enheter. Sedan blev en byte det antal bitar som behövdes för att representera ett tecken i den text som sparades på datorn. Olika datorer hade olika byte-storlekar: 6, 7, 8, 9, eller t.o.m. 12 bitar förekom som byte-storlek. Vissa datorer, som DEC-10 (med ordlängd på 36 bitar), använde bytes på både 7 och 8 bitar och hade hjälpprogram för att översätta textfiler från 7-bits-bytes till 8-bits-bytes.
Eftersom stordatorn IBM System/360 och 8-bits mikroprocessorer både var mycket populära och använde 8-bits-bytes blev denna byte-storlek vanligast, och idag förekommer knappast något annat än 8-bits bytes.  Kopplingen mellan byte-storlek och teckenstorlek har också försvunnit - en byte är idag 8 bitar även då man använder UTF-16-kodning med 16 bitar per tecken.
Benämningen var ursprungligen "bite" men detta förändrades för att inte förväxlas lika enkelt med "bit".